# Ризокарповые (порядок)
Ризокарповые (лат. Rhizocarpales) — порядок сумчатых грибов класса Леканоромицеты. Представлены лихенизированными грибами и несколькими видами лихенофильных грибов.

## Описание
Слоевище накипное, часто имеется подслоевище чёрного цвета. Аскома в виде апотециев, которые либо погружены в субстрат, либо сидячие. Хаматеций состоит из неразвлетвлённых амилоидных парафиз у видов семейства Спорастатиевые и разветвлённых и анастомозирующих парафиз у видов семейства Ризокарповые. Сумки хемифисситуникатного типа, имеют от 1 до 8 спор у представителей Ризокарповых и до 100 у представителей Спорастатиевых. У Спорастатиевых споры не имеют перегородок, многоклеточные споры Ризокарповых — поперечно-многоклеточные или муральные. Споры в обеих семействах эллипсоидные, от бесцветных до тёмно-коричневых. Конидиомы в форме пикнид.
Фотобионт — сферические, одноклеточные представители хлорококковых зелёных водорослей.

### Химический состав
Вторичные метаболиты — депсиды, депсидоны и химические производные пульвиновой кислоты.

## Среда обитания и распространение
Представители порядка обитают на каменистом субстрате, либо являются лихенофильными на видах, обитающих на каменистом субстрате. В некоторых случаях они произрастают на древесной коре. 

## Классификация
Согласно базе данных Catalogue of Life на декабрь 2022 года порядок включает следующие семейства:
- Rhizocarpaceae M. Choisy ex Hafellner,1984 — Ризокарповые
- Sporastatiaceae Bendiksby et Timdal, 2013 — Спорастатиевые